# گولیانتسی
گولیانتسی شهری در استان پلون کشور بلغارستان است که جمعیت آن در سال ۲۰۰۱ میلادی ۳٬۸۱۷ نفر بوده‌است.